# ないの神
ないの神（ないのかみ、なゐの神）は、日本神話に登場する地震の神である。

## 概要
『日本書紀』の「推古天皇紀」に、推古天皇7年（599年）夏に大和地方を中心とする大地震（推古地震）があり、その後、諸国に「地震神」を祀らせたとある。「なゐ」は地震のことであるので、これは神名ではなく「野の神」・「海の神」のような神格を表したものである。神名や出自などは記されていない。後に鹿島神宮にある要石が地震をおさえているとの伝承から、鹿島神宮の祭神であるタケミカヅチが地震を防ぐ神とされるようになったが、『記紀』にはタケミカヅチと地震を関連づけるような記述はない。また、地主神系の神や陰陽道系の神とする説もある。
三重県の名張市には式内社の名居神社があり、これが伊賀国における「なゐの神」を祀る神社であったとする説がある。現在は大己貴命を主祭神としている。
備考として、神名における「な」は「大地・地」を意味し、国造りをした「オオナムチ（大国主の別名）」や「スクナヒコナ」の「ナ」も地を意味する。古代人は地震を「なゐふり」と呼んだ。